# 86
| 86                 |
| ------------------ |
| Dødsfald - Fødsler |
|                    |

| Gregoriansk kalender | 86 LXXXVI               |
| Ab urbe condita      | 839                     |
| Armensk kalender     | I/T                     |
| Kinesiske kalender   | 2782 – 2783 乙酉 – 丙戌 |
| Etiopisk kalender    | 78 – 79                 |
| Jødisk kalender      | 3846 – 3847             |
| Hindukalendere       |                         |
| - Vikram Samvat      | 141 – 142               |
| - Shaka Samvat       | 8 – 9                   |
| - Kali Yuga          | 3187 – 3188             |
| Iransk kalender      | 536 BP – 535 BP         |
| Islamisk kalender    | 553 BH – 552 BH         |

Se også 86 (tal)

## Født
- 19. september – Antoninus Pius, romersk kejser